# زوي ليفين
زوي ليفين (بالإنجليزية: Zoe Levin)‏ هي ممثلة أمريكية، ولدت في 24 نوفمبر 1993 بشيكاغو في الولايات المتحدة.

## وصلات خارجية
- زوي ليفين على موقع IMDb (الإنجليزية)
- زوي ليفين على موقع ميتاكريتيك (الإنجليزية)
- زوي ليفين على موقع روتن توميتوز (الإنجليزية)
- زوي ليفين على موقع ألو سيني (الفرنسية)
- زوي ليفين على موقع أول موفي (الإنجليزية)
- زوي ليفين على موقع قاعدة بيانات الأفلام السويدية (السويدية)
- زوي ليفين على موقع قاعدة بيانات الفيلم (الإنجليزية)
- زوي ليفين على موقع كينوبويسك (الروسية)